# André Bessette
André Bessette (9. srpna 1845, Mont-Saint-Grégoire – 6. ledna 1937, Montréal) byl kanadský římskokatolický řeholník Kongregace svatého Kříže.

## Mládí
Narodil se jako Alfred Bessette v Mont-Saint-Grégoire, v malém městě 40 kilometrů jihovýchodně od Montréalu. Byl osmý z dvanácti dětí (čtyři zemřely v dětství). Když se narodil, byl tak křehký, že nebyl pokřtěn následující den, ale rovnou po narození. Pocházel z dělnické rodiny; jeho otec Isaac Bessette byl tesař a dřevorubec, jeho matka Clothilde Foisy Bessette učila své děti. Roku 1849 bylo málo práce a rodina se ocitla v chudobě. Jeho otec se rozhodl přestěhovat do Farnhamu (v Québecu), kde doufal, že bude vydělávat na živobytí jako dřevorubec. Když bylo Alfredovi devět let, jeho otec zemřel poté, co ho rozdrtil padající strom. Jeho matka ovdověla ve 40 letech a musela pečovat o deset dětí. Do tří let zemřela na tuberkulózu.

## Volání k oddanosti

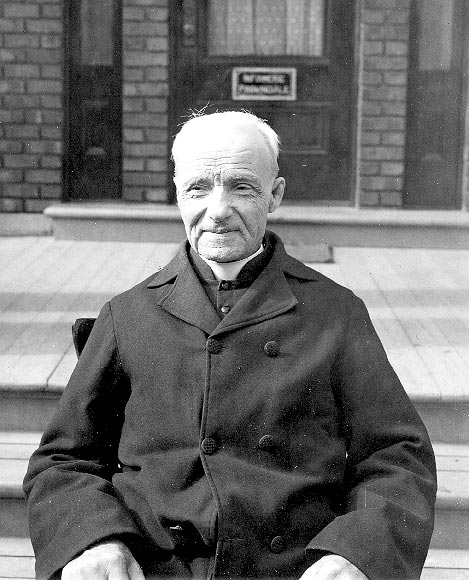
Bratr André (1920)

Kněz jeho farnosti, otec André Provençal si všiml oddanosti a velkorysosti mladého muže. Rozhodl se ho předložit Kongregaci svatého Kříže v Montréalu a představenému napsal „Posílám vám svatého“. I když ho původně odmítl kvůli špatnému zdravotnímu stavu, arcibiskup Ignace Bourget zasáhl a roku 1872 byl přijat a vstoupil do noviciátu kongregace, kde získal řeholní jméno André. Věčné sliby složil 2. února 1874 ve věku 28 let.
Stal se vrátným Notre Dame College v Côte-des-Neiges, a zde také působil jako kostelník, pracovník prádelny a posel.
Měl velkou oddanost ke Svatému Josefu, který jej inspiroval. Na svých četných návštěvách u nemocných, je mazal olejem, který pocházel z lampy ve vysokoškolské kapli a doporučil jim, aby se modlili ke Svatému Josefu. Lidé tvrdili, že byli vyléčeni modlitbami dobrého bratra Andréa a Sv. Josefa. Bratr André, vytrvale odmítal to, že on vyléčil lidi. Protože chtěl aby byl svatý Josef ctěn, roku 1904 započal kampaň na stavbu nové kaple jemu zasvěcené.
Když vypukla v nedaleké vysoké škole epidemie, André se nabídl jako zdravotní bratr a ani jeden člověk nezemřel. Jeho nadřízení začali být neklidní a to i diecézní úřady; lékaři ho nazývali šarlatánem, a on stále opakoval, že neléčí on, ale svatý Josef. Nakonec potřeboval čtyři sekretářky, aby zvládl přečíst 80 000 dopisů, které mu přišly každý rok.
Na vysokou školu začali přicházet nemocní, aby viděli vrátného, školní úředníci se rozhodli, že bratr André nemůže pokračovat ve své službě. Bylo mu povoleno přijímat nemocné v nedaleké tramvajové stanici než na vysoké škole. Jeho pověst se rychle rozšířila a bratr André se stal docela kontroverzní postavou.
Roku 1924 se začala stavět bazilika s názvem Oratorium svatého Josefa, blízko jeho kaple.

## Smrt a cesta ke svatořečení
Zemřel roku 1937, ve věku 91 let. Jeho pohřbu se zúčastnilo milión lidí
Jeho ostatky leží v hrobce postavené pod hlavní kaplí oratoře, kromě jeho srdce které se nachází v relikviáři ve stejné oratoři. V březnu 1973 bylo srdce ukradeno ale v prosinci 1974 se našlo za pomoci známého kriminálního právníka Franka Shoofeye.
Proces jeho blahořečení byl započat 20. listopadu 1940. Dne 12. června 1978 byl prohlášen za Ctihodného. Blahořečen byl 23. května 1982 papežem sv. Janem Pavlem II., z důvodu uzdravení (1958) Giuseppeho Carla Audina na jeho přímluvu, který trpěl rakovinou.
Dne 19. prosince 2009 byl potvrzen druhý zázrak na jeho přímluvu. Svatořečen byl 17. října 2010 papežem Benediktem XVI.